# Face Yourself
Face Yourself — третий японский студийный альбом южнокорейского бойбенда BTS. Был выпущен 4 апреля 2018 года лейблом Big Hit Entertainment при поддержке Universal Japan, Virgin Records и Def Jam Recordings. Состоит из 12 треков, включая песни, выпущенные ранее на альбомах Wings (2016) и Love Yourself 承 'Her' (2017), а также имеет три оригинальных японских песни: «Don’t Leave Me», «Let Go» и «Crystal Snow».

## Предпосылки и релиз
6 декабря 2017 года BTS выпустили новый японский сингл «Crystal Snow», который также содержал в себе японские версии хитов «DNA» и «MIC Drop».
Анонс альбома состоялся 1 февраля 2018 года, была объявлена дата релиза и три лимитированные версии. Японские версии «Go Go» и «Best of Me» с бестселлера Love Yourself 承 'Her' также были включены в финальный трек-лист. Полный трек-лист представили 8 марта. В тот же день было объявлено, что композиция «Don’t Leave Me» станет опенингом для японского ремейка популярной корейской дорамы «Сигнал». Превью песни было опубликовано 15 марта и до своего релиза попало в Japan Hot 100 на 25 место.
Сразу после своего релиза 4 апреля, альбом дебютировал на 1 месте в Oricon CD Daily Album Chart, где продержался на вершине в течение целой недели. Общие продажи за первые 7 дней составили 285 701 копию.

## Версии
Есть четыре версии альбома: А, В, С и стандартная версия. Все они содержат в себе одинаковые песни, однако версии А и В также содержат в себе эксклюзивный материал на DVD или Blu-ray.
- Лимитированная версия А (UICV-9277): диск Blu-ray и фотобук на 32 страницы
- Лимитированная версия В (UICV-9278): диск DVD и фотобук на 32 страницы
- Лимитированная версия С (UICV-9279): фотобук на 68 страниц
- Стандартная версия (UICV-1095): только CD и фотобук на 24 страницы

## Список композиций

### Оригинальный
| №                   | Название                              | Автор(ы) | Продюсер(ы)          | Длительность |
| ------------------- | ------------------------------------- | --- | -------------------- | ------------ |
| 1.                  | «Intro: Ringwanderung»                | "hitman" bang ADORA Джей-Хоуп Pdogg Ray Michael Djan Jr. АрЭм Шуга UTA アシユ トン フオス夕一 アンどりユ一 タガ'一ト,サム クレンプナ一 | UTA                  | 1:26         |
| 2.                  | «Best of Me» (Japanese ver.)          | "hitman" bang ADORA Джей-Хоуп Pdogg Ray Michael Djan Jr. АрЭм Шуга アシユ トン フオスタ一,アンどりユー タガ'一卜,サム クレンブナ一     | Andrew Taggart Pdogg | 3:47         |
| 3.                  | «Blood Sweat & Tears» (Japanese ver.) | "hitman" bang Джей-Хоуп Pdogg Kim Do Hoon АрЭм Шуга                                                                                    | Pdogg                | 3:36         |
| 4.                  | «DNA» (Japanese ver.)                 | "hitman" bang KASS Pdogg АрЭм Шуга Supreme Boi                                                                                         | Pdogg                | 3:43         |
| 5.                  | «Not Today» (Japanese ver.)           | "hitman" bang ADORA JUNE Pdogg АрЭм Supreme Boi                                                                                        | Pdogg                | 3:53         |
| 6.                  | «MIC Drop» (Japanese ver.)            | "hitman" bang Джей-Хоуп Pdogg АрЭм Supreme Boi                                                                                         | Pdogg                | 3:58         |
| 7.                  | «Don't Leave Me»                      | "hitman" bang Hiro Pdogg SUNNY BOY UTA                                                                                                 | UTA                  | 3:47         |
| 8.                  | «Go Go» (Japanese ver.)               | "hitman" bang Pdogg Supreme Boi | Pdogg                | 3:57         |
| 9.                  | «Crystal Snow»                        | АрЭм 岡嶋かな多 源田爽馬 | SOMA GENDA           | 5:23         |
| 10.                 | «Spring Day» (Japanese ver.)          | "hitman" bang ADORA Arlissa Ruppert Pdogg Peter Ibsen АрЭм Шуга                                                                        | Pdogg                | 4:36         |
| 11.                 | «Let Go»                              | Hiro JUNE SUNNY BOY UTA | UTA                  | 4:59         |
| 12.                 | «Outro: Crack»                        | UTA | UTA                  | 1:14         |
| Общая длительность: | Общая длительность:                   | Общая длительность: | Общая длительность:  | 44:19        |

### Лимитированные версии A·B
| №  | Название                                             | Длительность |
| -- | ---------------------------------------------------- | ------------ |
| 1. | «Blood Sweat & Tears Music Video» (Japanese ver.)    |              |
| 2. | «MIC Drop Music Video» (Japanese ver.)               |              |
| 3. | «MIC Drop Music Video» (Japanese ver.) (dance edit)) |              |
| 4. | «Japan Documentary 5 Days»                           |              |
| 5. | «DNA» (Live @ Yokohama Arena Event)                  |              |
| 6. | «MIC Drop» (Live @ Yokohama Arena Event)             |              |
| 7. | «Making of Album Jacket Photos»                      |              |

## Чарты
| Чарт (2018)                          | Пиковая позиция |
| ------------------------------------ | --------------- |
| Australian Albums (ARIA)             | 71              |
| Австрия (Ö3 Austria)                 | 42              |
| Бельгия/Фландрия (Ultratop)          | 94              |
| Канада (Canadian Albums Chart)       | 40              |
| Нидерланды (Album Top 100)           | 116             |
| France Digital Albums (SNEP)         | 40              |
| Ирландия (IRMA)                      | 72              |
| Japan Weekly Albums (Oricon)         | 1               |
| Japan Hot Albums (Billboard)         | 1               |
| New Zealand Heatseeker Albums (RMNZ) | 7               |
| Spanish Albums (PROMUSICAE)          | 96              |
| Швейцария (Schweizer Hitparade)      | 62              |
| Великобритания (UK Albums Chart)     | 78              |
| США (Billboard 200)                  | 43              |
| США (Billboard World Albums)         | 1               |

| Чарт (2017)                             | Пиковая позиция |
| --------------------------------------- | --------------- |
| South Korea Download (Gaon)             | 85              |
| US World Digital Song Sales (Billboard) | 2               |

| Чарт (2018)                             | Пиковая позиция |
| --------------------------------------- | --------------- |
| France Digital Singles (SNEP)           | 91              |
| Japan Digital Singles (Oricon)          | 18              |
| Japan (Japan Hot 100)                   | 21              |
| South Korea Download (Gaon)             | 49              |
| US World Digital Song Sales (Billboard) | 1               |

## Продажи и сертификаты
| Страна                       | Продажи                                        | Продажи |
| ---------------------------- | ---------------------------------------------- | ------- |
| Япония (Oricon Albums Chart) | 285,747 (версия на CD) 3,422 (цифровая версия) |         |
| США (Billboard 200)          | 12,000                                         |         |

| Страна             | Цифровая версия |
| ------------------ | --------------- |
| Япония (Oricon)    | —               |
| Южная Корея (Gaon) | 19,374          |

| Страна          | Цифровые продажи |
| --------------- | ---------------- |
| Япония (Oricon) | 4,611            |

## История релиза
| Страна        | Дата               | Формат                        | Лейбл                                  | Ссылка |
| ------------- | ------------------ | ----------------------------- | -------------------------------------- | ------ |
| Япония        | 4 апреля 2018 года | CD цифровая загрузка стриминг | Big Hit Universal Japan Virgin Def Jam | [ 34 ] |
| По всему миру | 4 апреля 2018 года | Цифровая загрузка стриминг    | Big Hit Universal Japan Virgin Def Jam | [ 34 ] |